# Una llama entre cenizas
Una llama entre cenizas es una novela de fantasía escrita por la autora estadounidense de origen paquistaní Sabaa Tahir. Fue publicado en 2015 por Penguin Random House en Estados Unidos y por su filial juvenil Montena en España. El libro tiene una continuación titulada Una antorcha en las tinieblas.
El libro se inspira en la Antigua Roma para crear un mundo fantástico y esta narrado en primera persona por una esclava llamada Laia, así como por Elias, un agente del Imperio.
El libro está considerado un best-seller internacional por los medios New York Times y USA Today. Los derechos de traducción internacional han sido vendidos en 30 países a fecha de 2015.

## Argumento

### De fondo
Hace quinientos años, el brutal guerrero Taius dirigió a los clanes Marciales para conquistar el pacífico Imperio Académico. Taius tomó a los confiados académicos a sangre y fuego, esclavizó al pueblo se nombró Emperador y estableció su dinastía. Su leyenda se mantiene en Risco Negro, una academia militar construida "para preparar e identificar al futuro emperador, un lugar de formación para los soldados más mortíferos del Imperio.

### Facciones
Académicos son un pueblo oprimido, a pesar de que en el pasado dominaron el mundo. Muchos de ellos están esclavizados por los Martiales, y quienes no son esclavos viven en la pobreza. La Resistencia está en horas bajas y se sospecha que hay traidores entre sus filas.
Máscaras cubren la parte superior de sus caras con una máscara plateada y luchan con una velocidad y habilidad casi sobrehumanas. Los niños marciales destinados a portar la máscara son tomados a la edad de 6 años y entrenados en Risco Negro hasta los 21.
Tribus, son un grupo de nómadas inspirados en las tribus beduinas del Norte de África.
Los Augures son un grupo de 14 hombres y mujeres. Son santos para los Marciales y su palabra es ley. Se cree que son inmortales y profetas.

### Personajes
Laia está descrita como "una Académica que vive con sus abuelos y su hermano bajo el Imperio Marcial. Ella intenta no meterse en líos. Pero una noche, una redada de soldados del Imperio asalta su casa.
Elias está descrito como el mejor soldado de Risco Negro, pero en secreto desea escapar y dejar atrás a su noble familia, a su brutal cometido y a su cruel madre que le odia.
Helene, la única cadete mujer en Risco Negro y la mejor amiga de Elias.
La Comandante, cruel líder de la academia militar, es la psicótica madre de Elias, considerada una de las personas más poderosas del Imperio.

## Desarrollo
Mientras trabajaba para The Washington Post, Tahir leyó un artículo sobre las mujeres kashmiri cuyos maridos e hijos fueron secuestrados por militares y nunca volvieron. Se preguntó qué haría ella. Esto fue el germen de Una llama entre cenizas.
Para describir el imperio Marcial del libro se basó en la estratificación social de la Antigua Roma.
Tahir escribió el libro en seis años y cita a la música como su inspiración clave.

## Recepción

### Ventas y críticas
Debutó en el puesto #2 del New York Times. Debutó en el puesto #64 de USA Today.
Ha tenido revisiones positivas de El Huffington . The New York Times lo llamó "una novela digna y valiente". Aun así, el Chicago Tribune encontró que "los personajes no acaban de romper." CNN incluyó el libro en su lista para leer en verano. Publishers Weekly dijo que era un debut "hábil y con intriga política". Kirkus dice que aporta un mundo bien construido pero que sus dos personajes principales, dudando ambos entre dos amores, ya suenan familiares.

### Premios y nombramientos
| Año  | Premio                 | Categoría                          | Resultado | Ref    |
| ---- | ---------------------- | ---------------------------------- | --------- | ------ |
| 2015 | Premios Goodreads      | Fantasía y Ciencia Ficción juvenil |           | [ 23 ] |
| 2016 | People's Choice Awards | Mejor Fantasía                     |           | [ 24 ] |
| 2016 | David Gemmell Memorial | Mejor debut                        |           | [ 25 ] |

## Adaptación
Mark Johnson responsable de (Breaking Bad y Crónicas de Narnia) ha firmado para producir la película. El éxito del libro llevó a la adquisición de la secuela casi inmediatamente. La secuela, Una Antorcha Contra la Noche, se publicó en 2017. El tercer libro, Reaper at the Gates, será publicado en 2018.